# Circuit de Hoef
El Circuit de Hoef («l'unglot» en neerlandès), conegut també com a Circuit de Sint Anthonis, fou un circuit de motocròs d'alt nivell que tingué activitat entre 1947 i 1984. Ubicat als afores de Sint Anthonis, a l'est del Brabant del Nord, fou un dels circuits de motocròs més coneguts del món pel fet que s'hi celebrava anualment una de les proves més importants de la pretemporada internacional, el Motocross der Azen. A banda, acollí diverses edicions del Gran Premi dels Països Baixos de Motocròs, tant de 500 com de 250cc, i una del Motocross des Nations (1976).

## Característiques

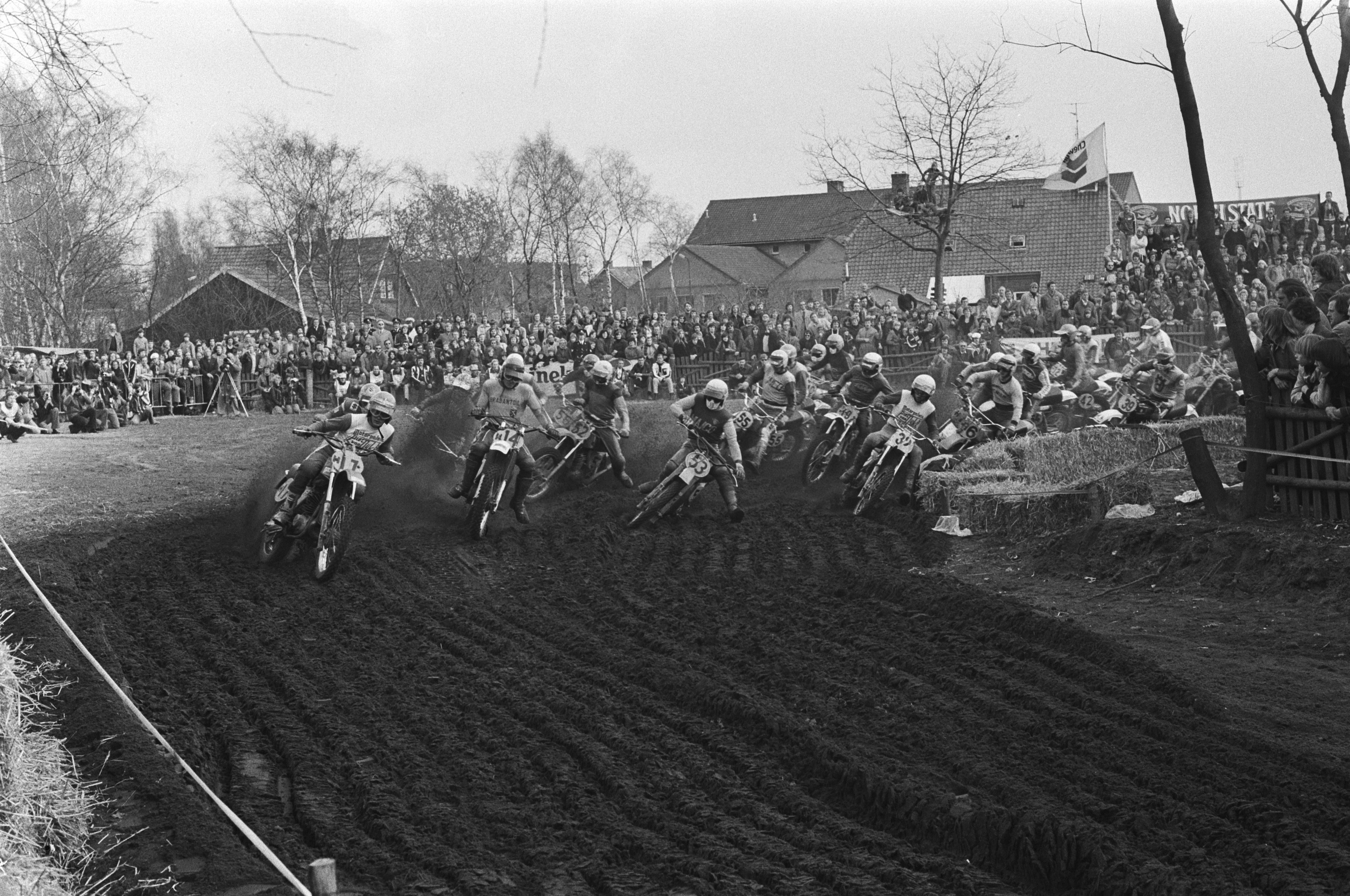
Primer revolt després de la sortida del Motocross der Azen de 1977. Al darrere, les clàssiques cases del veïnat.

El circuit era als afores de la vila de Sint Anthonis (Sint Tunnis en el brabançó local), dins el municipi homònim, ben a prop d'on començava la zona boscosa dels voltants. Actualment, gran part dels descampats i camins que havien format part del seu traçat han estat urbanitzats i costa, per tant, situar en el mapa la seva ubicació exacta. La major part del seu recorregut es desenvolupava prop d'on, a data de 2020, hi ha el carrer De Hoef -al final del qual comença ja la zona rural-, tot travessant l'actual camí forestal o Bosweg que passa per Sint Patrickpad i recorre els boscos circumdants.
Una de les característiques principals del circuit era la seva proximitat amb la vila de Sint Anthonis. Les imatges històriques de les curses a De Hoef mostren típicament el primer revolt després de la sortida i, just darrere els pilots, les grans cases de totxana i sostre inclinat típiques de la zona (a Sint Anthonis i rodalia hi ha nombroses cases rurals del mateix tipus: gran planta longitudinal, sostre de canyís i teulada inclinada coberta de teules holandeses vermelles). Bona part del traçat discorria, doncs, a tocar -o enmig- dels carrers del poble, de manera que molts veïns podien seguir la cursa tranquil·lament de casa estant.
El circuit de Hoef destacava per la seva ampla i llarga recta de sortida, després de la qual venia el revolt d'esquerres ja esmentat (des del qual es veien les cases dels carrers propers) i, tot seguit, el traçat s'allunyava del poble i s'endinsava a la zona boscosa propera, on la pista s'estrenyia considerablement i els pilots havien de superar dues grans dificultats: d'una banda, nombrosos salts enllaçats i, de l'altra, el terreny sorrenc típic dels circuits dels Països Baixos, amb grans bancals de sorra dins els quals les motos es veuen frenades pel seu pes. Tradicionalment, els qui més dominen aquest tipus de superfícies són els pilots locals, tant els neerlandesos com els seus veïns flamencs de Bèlgica. Noms com ara els de Frans Sigmans, Jef Teuwissen i Kees van der Ven han quedat íntimament lligats amb el seu mestratge sobre la sorra i tots ells, en un moment o altre de les seves carreres esportives, aconseguiren la victòria a Sint Anthonis.

## Història

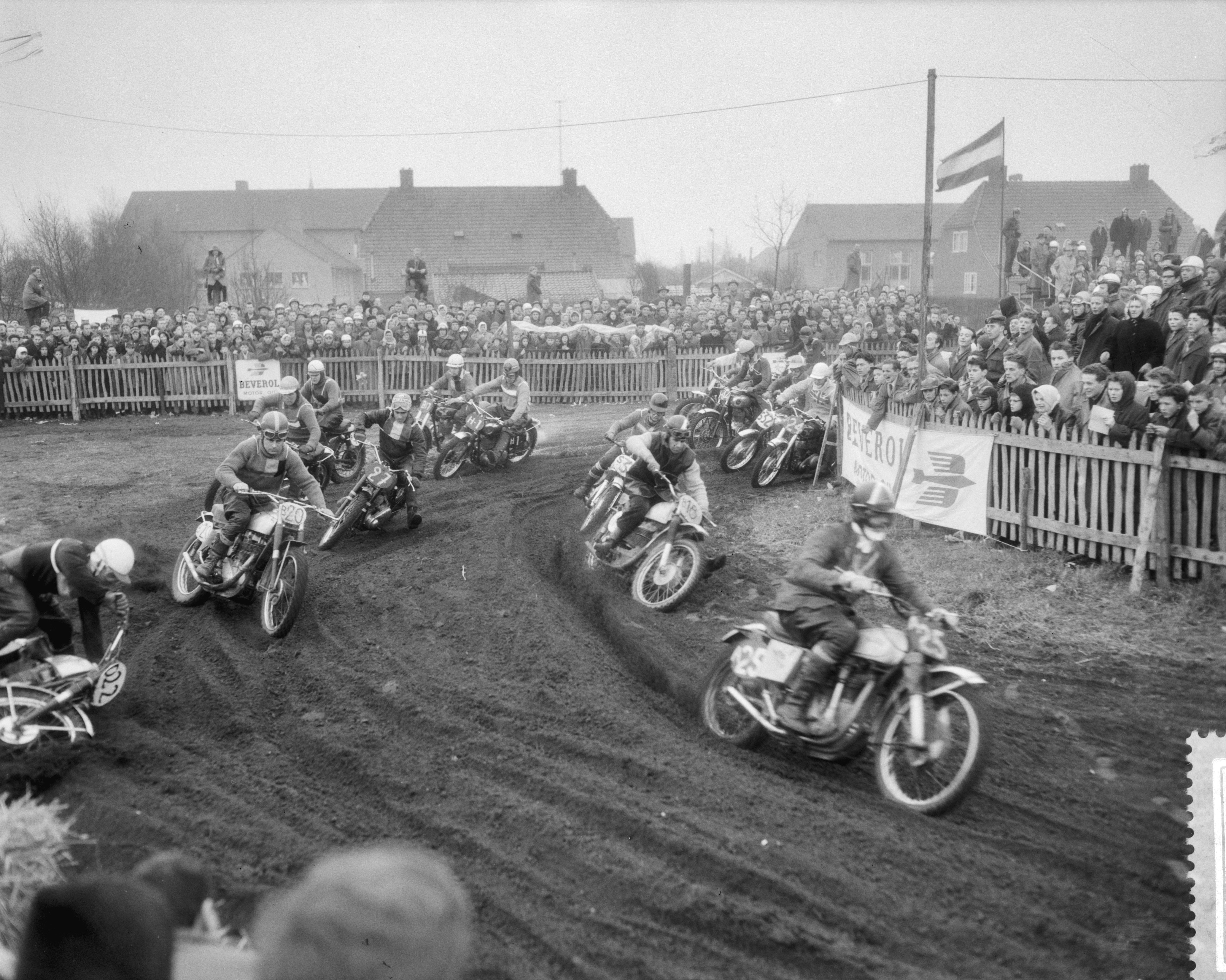
Sortida del Motocross der Azen de 1959. Leslie Archer (n. 25) encapçala la cursa.

La primera cursa de motocròs mai celebrada a Sint Anthonis data del 7 de setembre de 1947, casualment el mateix any en què es va estrenar a Bèlgica un altre cèlebre circuit de motocròs, el de La Citadelle de Namur -potser el més famós de la història d'aquest esport.
Aquella primera cursa l'organitzà, al mateix indret que s'acabà coneixent amb els anys com a "circuit De Hoef", el St Tunnisse Motor Club ("SMC"), una entitat que s'havia fundat pocs mesos abans (concretament, el 6 de maig). Al començament, els membres del club feien competicions d'habilitat entre ells, però poc després, amb la idea de dilucidar qui era el millor pilot de la zona, varen decidir d'organitzar una competició de motocròs a la seva població. A la cursa hi van participar 84 pilots i hi havia una categoria específica per a aquells que ho fessin amb una Harley-Davidson (en aquells anys, la majoria de les motocicletes disponibles eren encara restes de la Segona Guerra Mundial). En ser la primera cursa que organitzava, el motoclub comptà amb l'ajuda dels membres del club de voleibol de Sint Anthonis. S'habilità la zona d'aparcament per als participants i el públic assistent en un prat a tocar de la carretera al costat de Peelkant, un llogarret al sud-oest de Sint Anthonis.
La cursa de 1947 va tenir continuïtat anual, inicialment coneguda com a Internationale Motocross van Sint Anthonis fins que, uns anys més tard, se li canvià el nom pel de Motorcross der Azen ("Motocròs dels Asos" en neerlandès). A finals de la dècada de 1950, l'assistència a aquest esdeveniment vorejava sovint la xifra de 40.000 espectadors. La popularitat del circuit i l'eficiència organitzativa de l'SMC van fer que De Hoef acollís diversos Grans Premis dels Països Baixos a partir del 1958. Aquell any s'hi celebraren les curses puntuables per al mundial de 500cc i l'europeu de 250cc, i, tot i que calgué esperar al 1968 per a tornar a veure un altre Gran Premi a Sint Anthonis, d'ençà d'aleshores i fins al 1983 se n'hi disputaren cinc més de 500cc. Sovint, el programa del cap de setmana es complementava amb alguna cursa de sidecarcross.
El 1976, a més, se celebrà a De Hoef el Motocross des Nations, la competició de motocròs més emblemàtica de totes. Davant d'una gran gentada, la selecció belga formada per Roger De Coster, Gaston Rahier, Jaak van Velthoven i Harry Everts se n'endugué la victòria. Els segons classificats varen ser justament els neerlandesos, amb un equip format per Frans Sigmans, Peter Herlings, Gerard Rond i Toon Karsmakers.
A començaments de la dècada del 1980, però, la continuïtat de De Hoef esdevingué cada cop més problemàtica. Situat no gaire lluny del centre de Sint Anthonis, a tocar del bosc, quan la zona es va començar a urbanitzar i hi varen anar a residir nous veïns, molts d'ells començaren a demanar que el circuit desaparegués. Tant la pressió veïnal com la major conscienciació mediambiental de la societat, varen fer que el traçat de la pista es canviés diverses vegades. La darrera cursa celebrada a De Hoef fou el Motocross der Azen de 1984, celebrat l'11 de març i al qual assistiren més de 30.000 espectadors. Finalment, la situació esdevingué insostenible i el 1985, l'SMC va haver de reubicar la seva famosa prova al Radiocircuit de Stevensbeek, a només 5 km de Sint Anthonis. Aquella fou la darrera edició del Motocross der Azen, ja que d'ençà del 1986 no es va tornar a convocar.
Diversos factors van acabar provocant l'abandonament del circuit De Hoef. A banda de la creixent urbanització de la zona i la pressió veïnal i mediambiental esmentades, cal considerar la cada cop més forta inversió econòmica que representava organitzar-hi curses de prestigi. A més, algunes fonts apunten que l'alcalde de Sint Anthonis de l'època, Jans, hi va jugar també un paper determinant, especialment pel fet de ser membre de la junta del motoclub de Boekel, un dels mes forts de la regió i que organitzava també curses de nivell.

### Principals esdeveniments
Els esdeveniments internacionals que acollí el Circuit de Hoef al llarg de la seva història foren aquests:

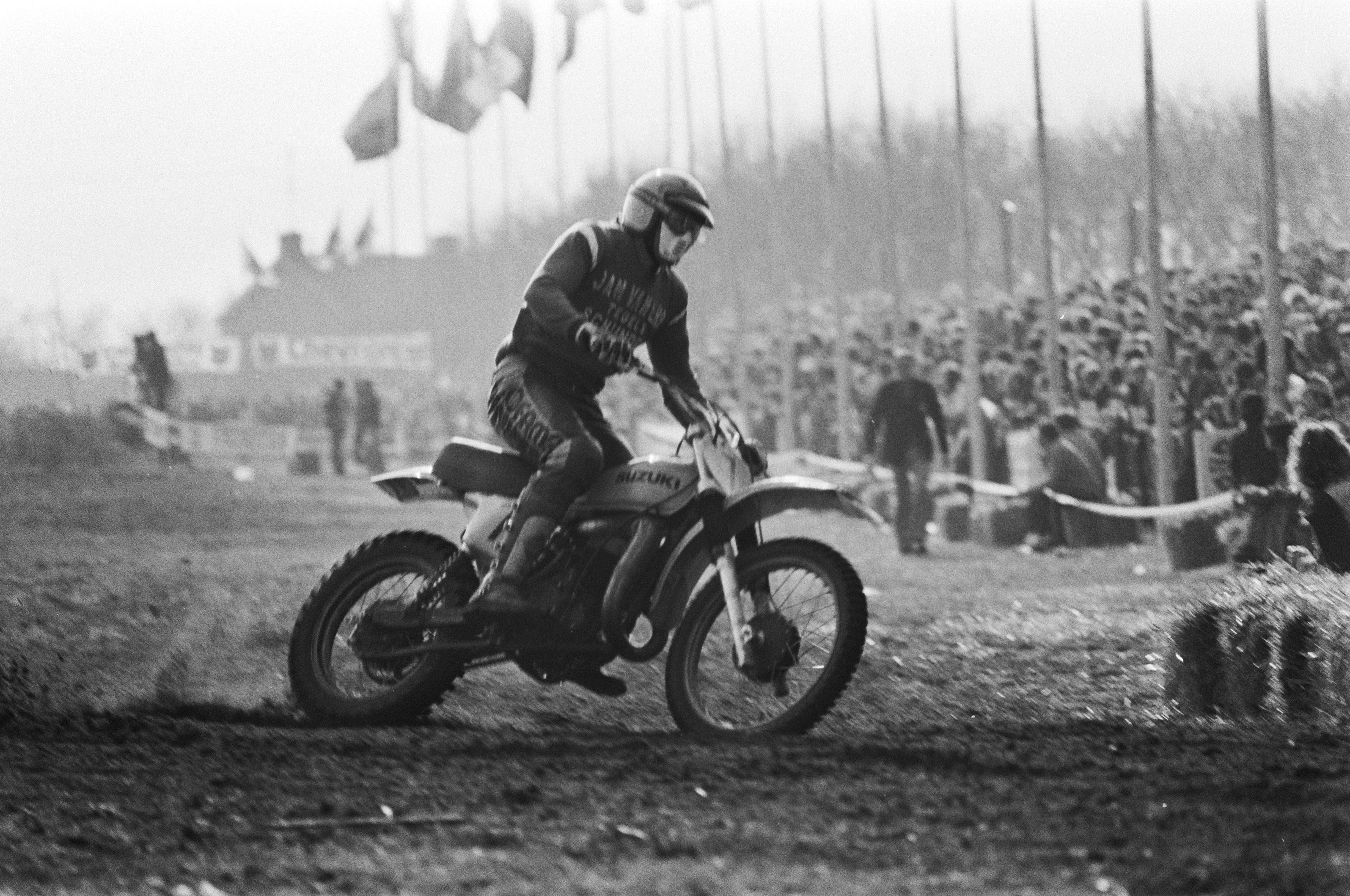
Gerrit Wolsink al Motocross der Azen de 1976, a De Hoef

| Esdeveniment                   | Data usual  | De   | A    | Edicions |
| ------------------------------ | ----------- | ---- | ---- | -------- |
| Motocross der Azen             | Al març     | 1947 | 1984 | 38       |
| GP dels Països Baixos de 250cc | Al juliol   | 1958 | 1958 | 1        |
| GP dels Països Baixos de 500cc | A l'agost   | 1958 | 1983 | 6        |
| Motocross des Nations          | Al setembre | 1976 | 1976 | 1        |
| Total                          |             |      |      | 46       |

### El Motocross der Azen
El Motocross der Azen va ser una de les curses de motocròs més importants d'Europa. Organitzada pel St Tunnisse Motor Club ("SMC"), la prova fou regulada per la RKNMB fins al 1951 i, des d'aleshores, per la KNMV (Reial Federació Motociclista Neerlandesa). Es va córrer sempre, tret de la darrera edició, a l'històric circuit De Hoef, habitualment a mitjan mes de març (abans que comencés la temporada del Campionat del Món) i era una de les proves de pretemporada clàssiques. Al llarg de la seva història, més de 500 pilots internacionals van participar en l'esdeveniment, entre ells 34 campions europeus o mundials.

### Altres curses destacades
A banda del Motocross der Azen, a Sint Anthonis s'hi celebraren nombrosos esdeveniments internacionals, molts d'ells puntuables per al campionat del món, a més de curses puntuables per al campionat dels Països Baixos. Aquesta n'és la llista de guanyadors:

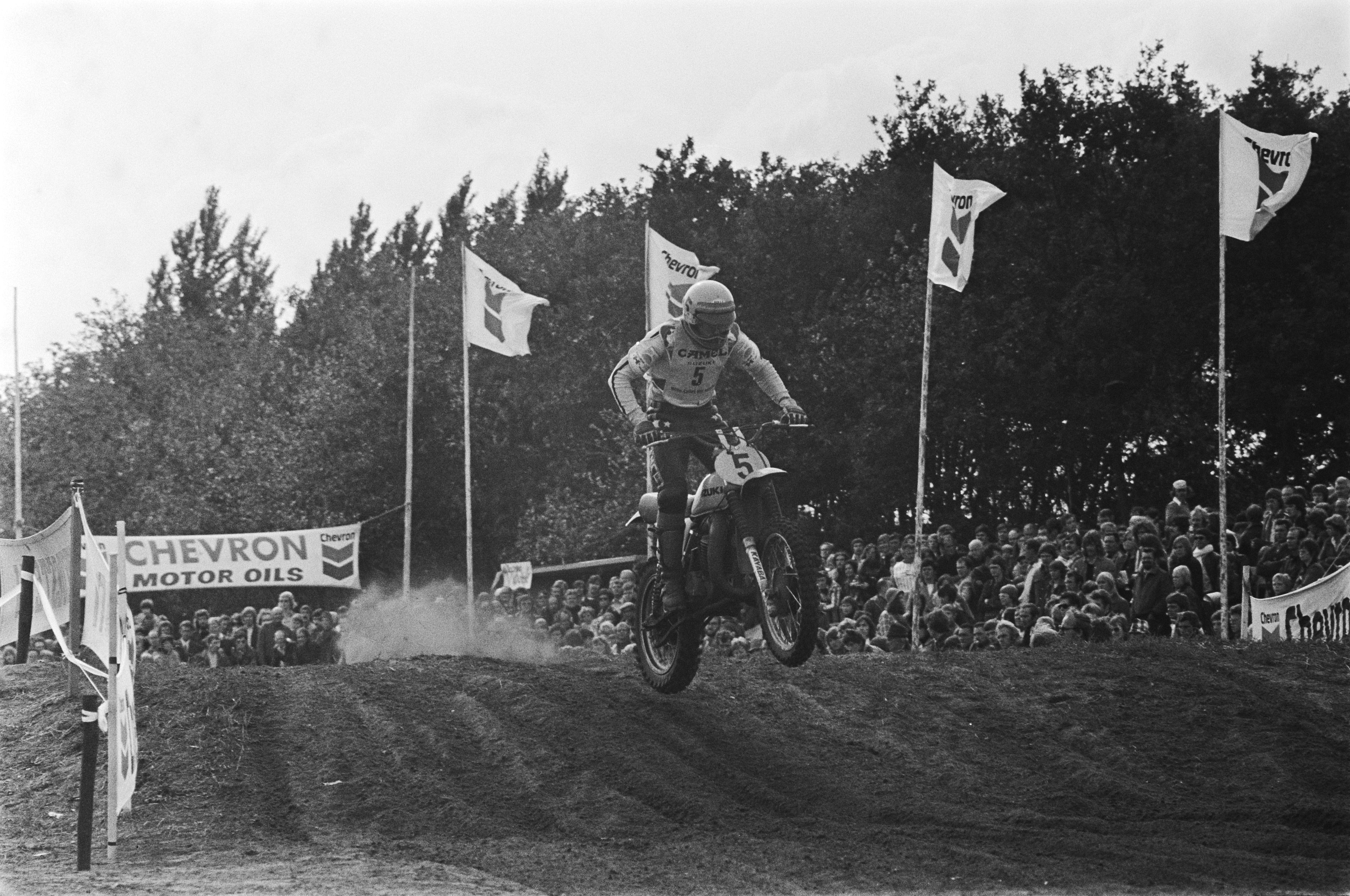
Roger De Coster durant el Motocross des Nations de 1976, a De Hoef, prop de l'arribada

| Any  | Data              | Esdeveniment | Guanyador          | Motocicleta |
| ---- | ----------------- | ------------ | ------------------ | ----------- |
| 1958 | 26-27 de juliol   | CE250        | Jaromír Čížek      | Jawa        |
| 1958 | 26-27 de juliol   | GP500        | John Draper        | BSA         |
| 1967 | ?                 | NK250        | Frans Sigmans      | Husqvarna   |
| 1968 | 27-28 de juliol   | GP500        | John Banks         | BSA         |
| 1971 | 21-22 d'agost     | GP500        | Roger De Coster    | ČZ          |
| 1973 | 18-19 d'agost     | GP500        | Åke Jonsson        | Yamaha      |
| 1976 | 11-12 de setembre | MXdN         | Roger De Coster    | Suzuki      |
| 1976 | 11-12 de setembre | MXdN         | Gaston Rahier      | Suzuki      |
| 1976 | 11-12 de setembre | MXdN         | Jaak van Velthoven | KTM         |
| 1976 | 11-12 de setembre | MXdN         | Harry Everts       | Puch        |
| 1978 | 26-27 d'agost     | GP500        | Gerrit Wolsink     | Suzuki      |
| 1983 | 20-21 d'agost     | GP500        | André Malherbe     | Honda       |

## Actualitat
A data del 2018 es va fer públic que Marcel Hermans, gran coneixedor de la història del circuit (és l'autor, entre d'altres, del llibre «Motocross der Azen. 1947-1985 een gouden tijdperk») havia endegat una iniciativa encaminada a reviure el motocròs a Sint Anthonis. Aprofitant que el Campió del món Jeffrey Herlings resideix de fa anys a Oploo, dins el mateix municipi de Sint Anthonis, Hermans vol fer-hi construir un nou circuit d'uns 1.700 m de llarg i 15 d'amplada, amb grades a dues bandes des d'on veure tota la pista, amb una llarga recta de sortida com l'històric de De Hoef, i també una zona boscosa com tenia aquest. El projecte de Hermans tira endavant i, a data de 2020, la idea és d'enllestir el circuit i aspirar a allotjar-hi properament un Gran Premi del mundial de MXGP.